# 浜島町迫子
浜島町迫子（はまじまちょうはざこ）は、三重県志摩市の地名。1989年時点の面積は11.010km2。
地域の南部にあたる大崎半島の大部分はNEMU RESORT（旧合歓の郷）の敷地となっている。

## 地理
志摩市西部に位置する。地区の南側・大崎半島は30〜40m級の台地で英虞湾に突き出し、北側は丘陵である。中心集落は迫子川の両岸沿いにあり、上条・中条・下条などと呼ばれる。陸上ではコメとイチゴを、海中では真珠と海苔を産する。
- 山：横山（203m）、迫子浅間山
- 川：迫子川、宝路川
- 半島：大崎半島（志摩半島の一部）

北は磯部町穴川・磯部町迫間、東は阿児町鵜方、西は浜島町塩屋と接する。大崎半島西部には浜島町浜島の飛び地がある。

## 歴史

### 先史時代から戦前まで
迫子地区からは、縄文時代の田尻遺跡や丹生遺跡、古墳時代の鉄砲塚古墳やからすぎ古墳（どちらも円墳）が見つかっている。『神鳳鈔』や『外宮神領目録』には「迫御厨」という記述があり、現在の迫子のことを指すと考えられている。古代より交通の要所とされ、現在の磯部町山原や磯部町穴川を経由して伊勢神宮方面へ至る道路の起点であった。当時の迫子は、塩屋の出郷であったとされ、わずかではあるが、白魚を獲っていた。鎌倉時代には和田氏が居住していたという伝説があり、「和田の森」が残されている。
江戸時代には迫子村として志摩国英虞郡鵜方組に属し、鳥羽藩の配下にあった。村高は284石で、製塩も行われたという。また、真珠貝や初物の白魚を上納していた。紀伊国方面との交易があり、米や稲藁を送り、肥料となるカツオの内臓を受け取っていた。
明治時代になると浜島村の1大字となり、大正時代に浜島村が浜島町になった後もそのまま大字として継承された。1919年（大正8年）には、御木本幸吉が英虞湾多徳島から大崎半島へ真珠養殖と加工の拠点を移した。

### 大崎半島の開拓

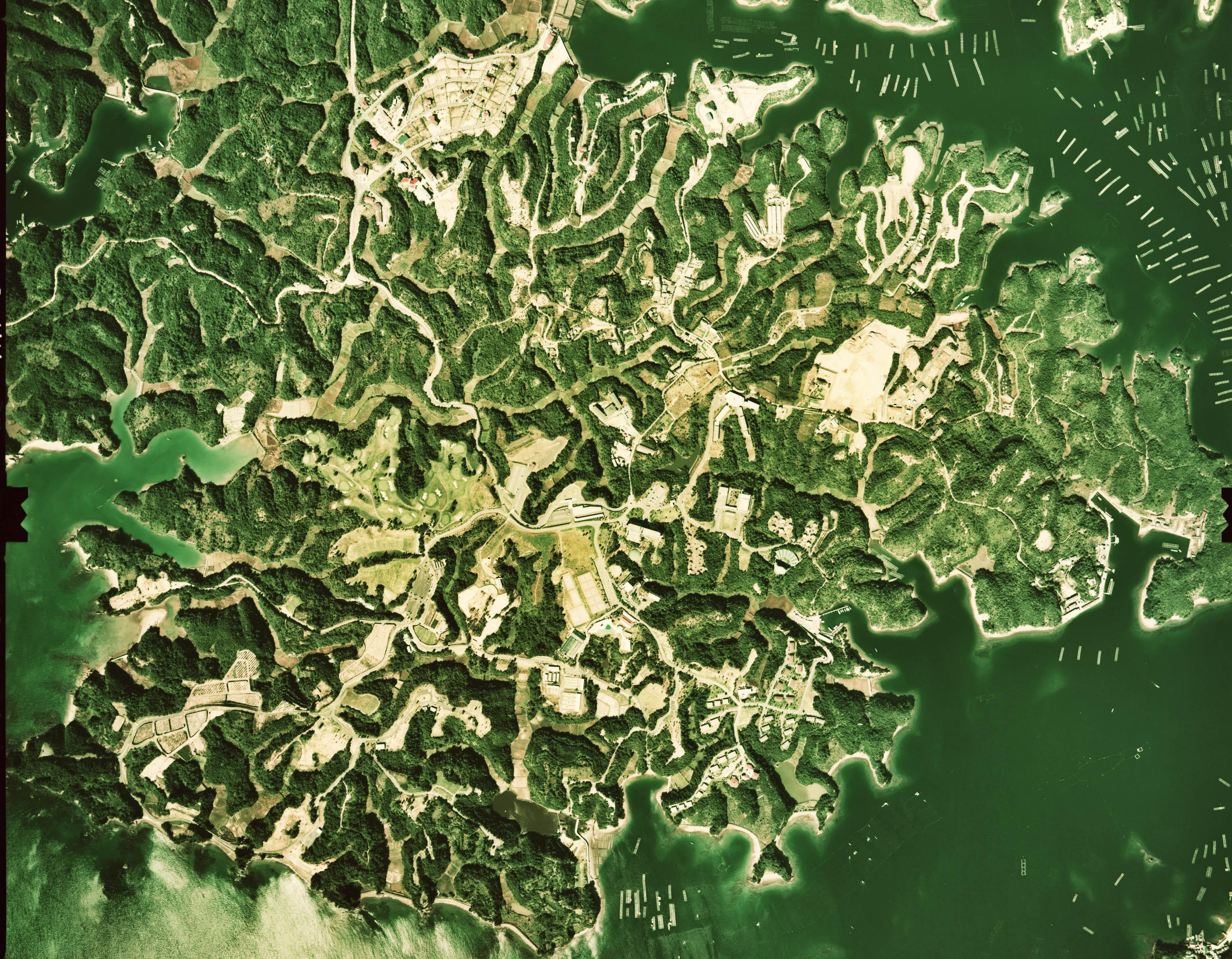
大崎半島（1975年）

第二次世界大戦後、それまで酸性の土壌と水利の悪さから、ほとんど開拓の進んでいなかった大崎半島の開拓が始まった。これは食糧増産と帰農促進が目的で、サツマイモとハダカムギを主として生産した。1962年（昭和37年）頃からサツマイモの需要減とハダカムギの価値低下を受け、収入減少につながった。こうしたこともあり、大崎半島の開拓は計画面積の8分の1しか進まなかった。
そこで当時の浜島町は、町の中心街である浜島に次いで大崎半島の観光開発を企画、1963年（昭和38年）にキジ狩園を開設する。また、日本楽器（ヤマハ）が大崎半島でマリーナ開発に名乗りを挙げ、浜島町や三重県庁の開発計画も吸収し、滞在型のレクリエーション基地の建設を目指すこととなった。
日本楽器は1965年（昭和40年）1月から土地の買収、取り付け道路やホテルの建設を開始した。土地買収の対象となった開拓農家32戸のうち、30戸が買収に応じるなど陸側の開発は順調に進んだが、海側は漁業権やヨットの航路設定で折り合いが難しく、計画縮小を余儀なくされた。
1967年（昭和42年）11月、ヤマハリゾート「合歓の郷」が開業した。浜島町当局は、浜島町民の雇用や地元からの食材等の購入を求めたが、職種はインストラクターなど専門職であったため素人である地元民の雇用はごく一部に限られた。物資調達も量と質が重視されたため初期に浜島町内の業者から仕入れたにとどまった。また、観光客にとっては合歓の郷内でサービスがすべて充足できるようになっており合歓の郷外の町内の店舗などを利用する必要もなかった。このため町当局のもくろみは外れ、町の経済効果は限定的となった。
1987年（昭和62年）9月、近鉄グループが1960年（昭和35年）から土地買収を初めていた地に「近鉄浜島カンツリークラブ」が開業した。

### 平成期

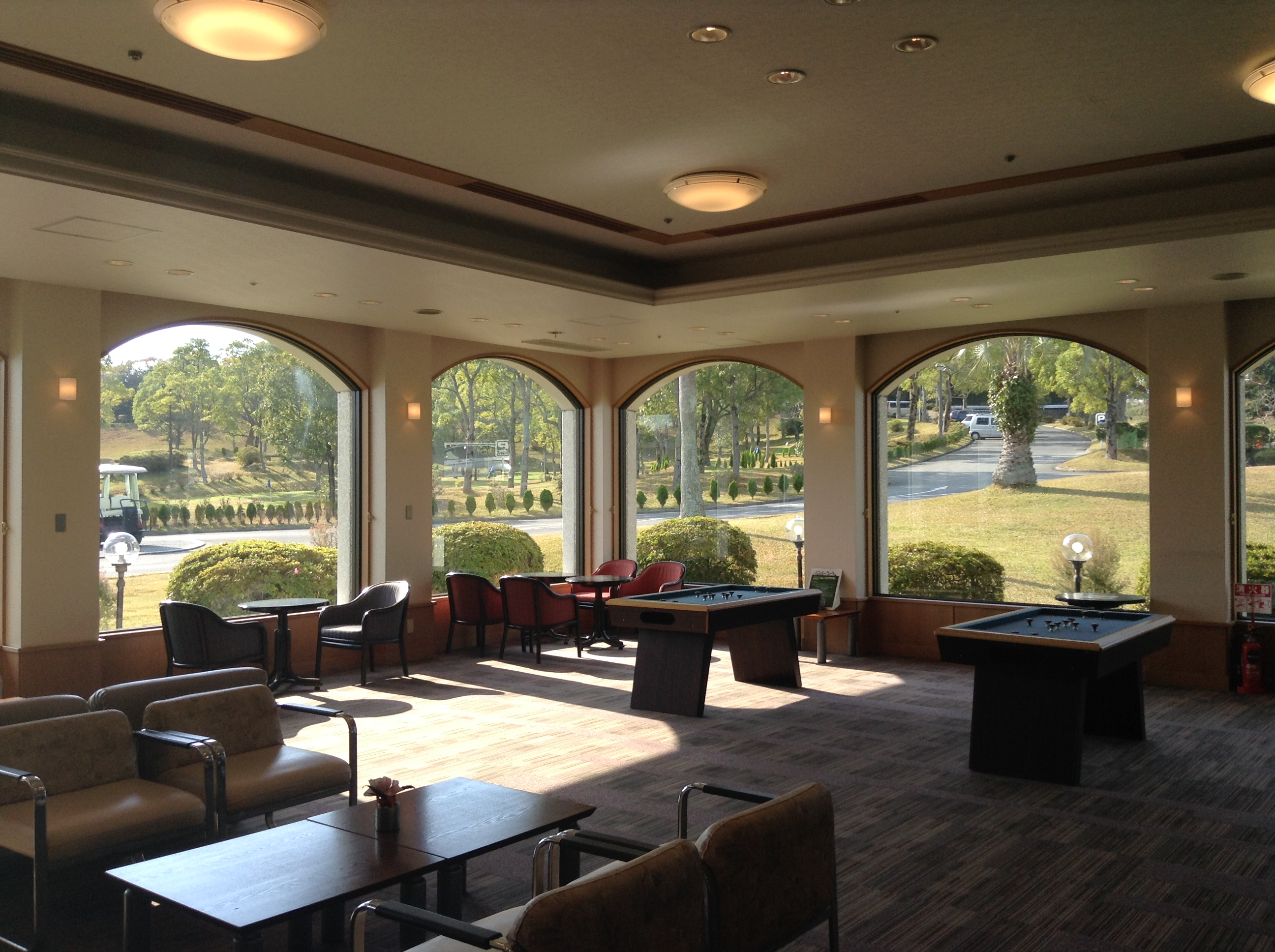
合歓の郷

平成の時代に入ると、合歓の郷にもバブル崩壊の影響が押し寄せ、経営が厳しくなり、2007年（平成19年）7月にヤマハから三井不動産へと経営が移行した。1991年（平成3年）10月に着工し、1993年（平成5年）6月に竣工した滞在型リゾートホテルの志摩地中海村は、2010年（平成22年）7月にリニューアルが行われている。また、2010年（平成22年）8月1日には近鉄浜島カンツリークラブでもゴルフコースの改造などのリニューアルが成された。
観光地の整備が進む一方で迫子は少子化が進んでいる。2010年（平成22年）3月31日には迫子にあった志摩市立迫塩小学校（はくえんしょうがっこう）が廃校となった。2013年（平成25年）5月12日、第1回伊勢志摩・里海トライアスロン大会が合歓の郷で開催された。ただし翌年からは大矢浜海水浴場に会場が移転している。2017年10月1日、NEMU HOTEL & RESORT（旧合歓の郷）はNEMU RESORTに改称した。

### 沿革
- 1889年（明治22年）4月1日 - 町村制施行に伴い、英虞郡浜島村大字迫子となる。
- 1896年（明治29年）3月29日 - 英虞郡が答志郡と合併し、志摩郡浜島村大字迫子となる。
- 1919年（大正8年）10月1日 - 浜島村が町制を施行し、志摩郡浜島町大字迫子となる。
- 2004年（平成16年）10月1日 - 浜島町が志摩郡4町と合併し、志摩市浜島町迫子となる。（公式の住所から「大字」表記がなくなる。）

### 地名の由来
谷間の川沿いに集落があったことから名付けられたと考えられている。

## 世帯数と人口
2019年（令和元年）7月31日現在の世帯数と人口は以下の通りである。
| 町丁       | 世帯数  | 人口  |
| ---------- | ------- | ----- |
| 浜島町迫子 | 313世帯 | 609人 |

### 人口の変遷
1746年以降の人口の推移。なお、2005年以後は国勢調査による推移。
| 1746年（延享3年）  | 497人 | [ 4 ]      |  |
| 1880年（明治13年） | 536人 | [ 6 ]      |  |
| 1908年（明治41年） | 676人 | [ 8 ]      |  |
| 1980年（昭和55年） | 544人 | [ 5 ]      |  |
| 2005年（平成17年） | 633人 | [ WEB 14 ] |  |
| 2010年（平成22年） | 586人 | [ WEB 15 ] |  |
| 2015年（平成27年） | 581人 | [ WEB 16 ] |  |

### 世帯数の変遷
1746年以降の世帯数の推移。なお、2005年以後は国勢調査による推移。
| 1746年（延享3年）  | 80戸    | [ 4 ]      |  |
| 1880年（明治13年） | 98戸    | [ 6 ]      |  |
| 1908年（明治41年） | 98戸    | [ 8 ]      |  |
| 1980年（昭和55年） | 143世帯 | [ 5 ]      |  |
| 2005年（平成17年） | 231世帯 | [ WEB 14 ] |  |
| 2010年（平成22年） | 230世帯 | [ WEB 15 ] |  |
| 2015年（平成27年） | 237世帯 | [ WEB 16 ] |  |

## 学区
市立小・中学校に通う場合、学区は以下の通りとなる。
| 番・番地等 | 小学校             | 中学校             |
| ---------- | ------------------ | ------------------ |
| 全域       | 志摩市立浜島小学校 | 志摩市立浜島中学校 |

2009年（平成21年）度まで、迫子は地区内にあった志摩市立迫塩小学校（はくえんしょうがっこう）の学区であったが、迫塩小学校が浜島小学校と統合したため、現在は浜島小学校に通学している。

## 経済

### イチゴ栽培
迫子では1971年（昭和46年）より5人の農家が「迫子イチゴ組合」を結成し、イチゴ栽培を始めた。まず、志摩郡阿児町国府のイチゴ栽培の様子を視察、5棟（2反≒20a）のハウスを建て共同栽培をすることにしたが、イチゴの苗が1反分しか確保できなかったため、もう1反はトマトを栽培することになった。翌1972年（昭和47年）には、早くも各人で1反分のハウスを構えて栽培を開始する。当初稲作を主とし、副業として始まったイチゴ栽培だったが、イチゴの収益が年間230〜240万円となり、1978年（昭和53年）には12戸で170aまで拡大した。
更に1980年（昭和55年）には迫子イチゴ団地の造成が始まり、7棟のハウスが完成、始めた頃の2倍に相当する34tを収穫できるようになった。
平成に入ると女峰が主要な栽培品種となったが、2000年（平成12年）頃よりイチゴの小玉化が顕著となり、三重県農業技術センター（現在の三重県農業研究所）から新品種の提供を受けることになった。

### 漁業
迫子には元来、漁業を主業とする者はなく、漁業権（専用漁業権と区画漁業権）は浜島漁業協同組合（現在の志摩市浜島町浜島地区）が免許を有していた。近隣の塩屋や浜島町桧山路も同様であった。その後、地先海面漁業権の獲得を目指して迫子・塩屋・桧山路（以下、「3地区」とする）の住民と浜島漁協が激しく争い、1903年（明治36年）6月に入漁権の契約が提携された。しかし、3地区にとっては、わずかな権利が得られたのみであった。続いて1907年（明治40年）1月に真珠区画漁業権の争いが勃発、3地区は浜島漁協に漁業権管理を委託、各地区は戸数に応じた配分金を受け取ることで決着した。
こうして漁業権で苦い経験をした3地区は浜島漁協に対抗するための組織の必要性を痛感し、1911年（明治44年）に「迫子塩屋桧山路漁業協同組合」を発足させた。事務所は迫子に置き、迫子からは95人が組合に加入した。しかし、浜島漁協の漁業権免許更新期がくるたびに漁業権獲得に向けて闘うも勝つことはなく、浜島漁協から貸与という形での操業を続けた。1919年（大正8年）には御木本幸吉が真珠養殖拠点を多徳島から大崎半島へ移し、後に多徳島にあった多徳郵便局や御木本の居宅「真寿閣」も移築された。1944年（昭和19年）には、組織名を「迫子塩屋桧山路漁業会」と改めた。
第二次世界大戦終結後、1949年（昭和24年）に迫子漁業協同組合を設立した。その後、迫子地区単独での漁協経営が長く続いた。1952年（昭和27年）から真珠養殖用稚貝の採苗を始め、1960年（昭和35年）には採苗施設の拡大を試みるなど、真珠養殖に積極的に取り組むも、1959年（昭和34年）の伊勢湾台風襲来、1964年（昭和39年）の真珠価格下落、密な養殖による質の低下が重なり、急速に衰退した。1963年（昭和38年）11月1日実施の漁業センサスによれば、漁業を営む世帯は144戸あったが、漁業を専業とする世帯は4戸にとどまった。
1965年（昭和40年）からは、真珠の代わりにアオノリ養殖を開始、事業は軌道に乗った。
2002年（平成14年）7月1日に英虞湾岸の漁協が大合併して志摩の国漁業協同組合が発足、迫子支所となった。更に2010年（平成22年）2月1日には、三重県南部の漁協の広域合併により、三重外湾漁業協同組合が発足、志摩支所浜島事業所迫子となった。ミキモト多徳養殖場は2020年（令和2年）現在も操業中で、場内には御木本幸吉の居宅「真寿閣」や別荘「朝熊閣」が残っており、ミキモト真珠研究所もある。同研究所はアコヤガイの生体反応を利用した水質監視装置「貝リンガル」を開発した。

## 観光
迫子南部の大崎半島には、大型の観光・行楽施設がある。
NEMU RESORT
大崎半島南部に広がる総合リゾート。スポーツ施設・温泉・宿泊施設・コンサートホールなどから成る。隣接してNEMU GOLF CLUBもある。
近鉄浜島カンツリークラブ
英虞湾と太平洋を望む、海沿いのゴルフ場。NEMU GOLF CLUBの北にあり、近鉄不動産が所有する。18ホール、パー72、6,824ヤード。

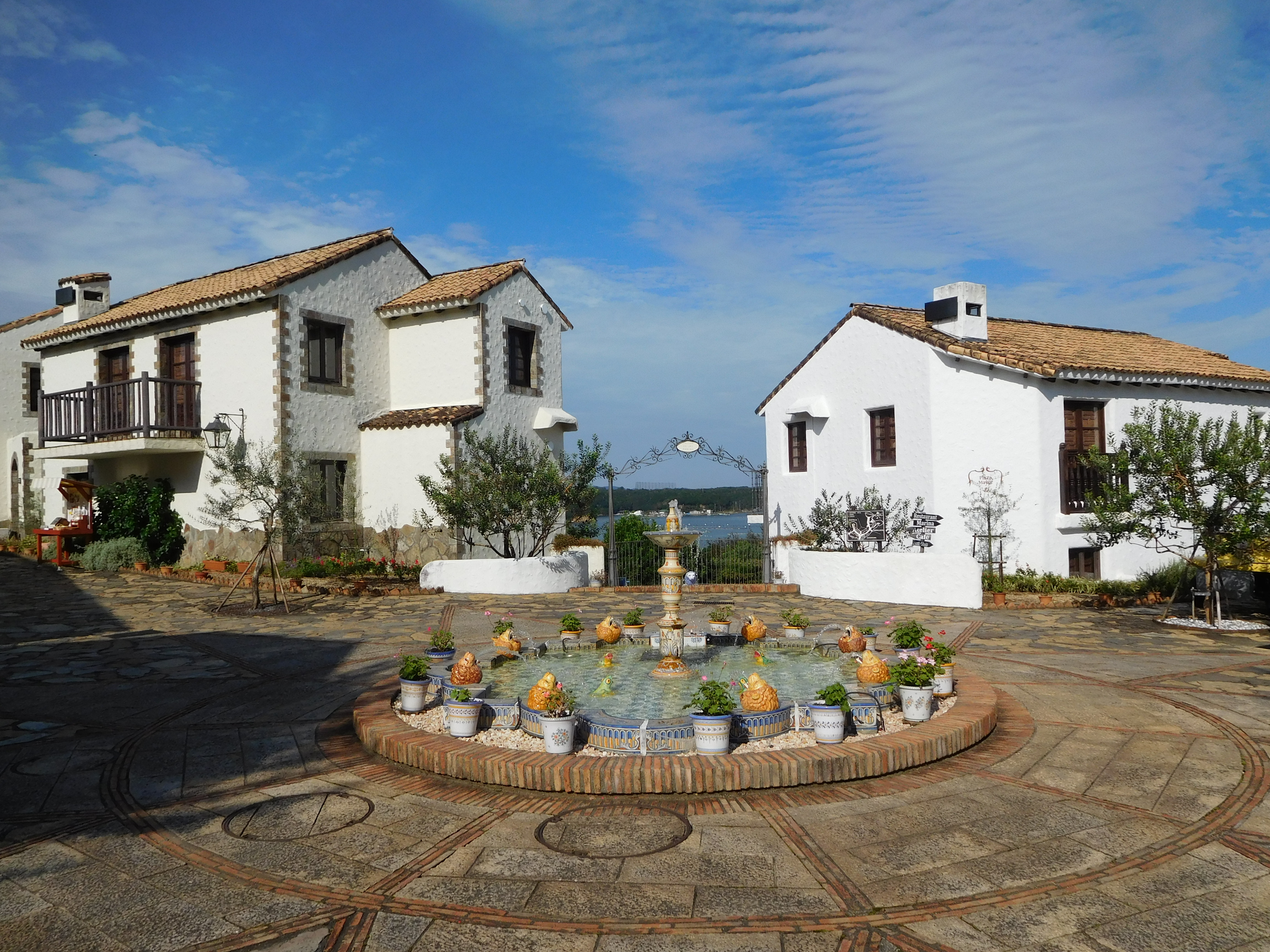
志摩地中海村
合歓の郷付近にある滞在型リゾートホテル。地中海沿岸のスペインやイタリアの街並みを再現した施設で、120m2のスイートルームを有する。

## 交通
鉄道
鉄道は通っていない。最寄り駅は市内にある近鉄志摩線鵜方駅。
バス
三重交通（迫子バス停）
- 70系統 宿浦
- 70系統 磯部バスセンター
- 70系統 伊勢市駅前
- 70系統 伊勢赤十字病院

道路
- 三重県道17号浜島阿児線 - 迫子を東西に通る主要地方道。志摩市の市街地・阿児町鵜方や観光地・賢島方面と、浜島町の中心街・浜島町浜島や隣町の南伊勢町方面へ至る幹線道路である。
- 磯部迫子地区農免農道（迫子道[26]） - 迫子北部を南北に通る農道。磯部町穴川とを結ぶ最短の道路である。途中で浜島町桧山路を起点とする農道と合流する。

## 施設
- 志摩市迫子地区公民館
- 迫子コミュニティーセンター大崎会館
- 志摩市立浜島幼稚園迫塩分園
- 志摩市迫塩プール
- 迫子小公園
- 鳥羽志摩農業協同組合浜島支店あぐり迫子
- 三重外湾漁業協同組合志摩支所迫子
- 浜島迫子簡易郵便局
- 迫子浦筏釣りセンター
- 伊勢志摩リゾートマネジメント本社[WEB 21]
- NEMU RESORT

## 史跡
- 迫子山呑湖寺 - 元禄4年（1691年）開山、曹洞宗永平寺派の仏教寺院[8]。裏山には伊勢国の国司・北畠具教と戦って自害した愛洲重明の墓がある[8]。
- 八柱神社 - 迫子の鎮守であり、江戸時代には八王子社を名乗ったが、1871年（明治4年）に八柱神社に改称した[8]。1907年（明治40年）に塩屋の天真名井神社や桧山路の神明神社を含め8社を合祀した[8]。

## その他

### 日本郵便
- 郵便番号 : 517-0403[WEB 2]（集配局：阿児郵便局[WEB 22]）。

### WEB
1. 1 2  “志摩市の人口について”.   志摩市 (2019年7月31日). 2019年8月28日閲覧。
2. 1 2  “浜島町迫子の郵便番号”.  日本郵便. 2019年8月15日閲覧。
3. ↑  “市外局番の一覧”.   総務省. 2019年6月24日閲覧。
4. ↑  “住所コード検索”. 自動車登録関係コード検索システム.  国土交通省. 2018年9月12日閲覧。
5. 1 2  近鉄不動産"近鉄不動産|会社概要|沿革"（2011年7月2日閲覧。）
6. ↑  三井不動産"合歓の郷ホテル&リゾート【プロジェクト概要】|三井不動産のプロジェクト"（2011年6月27日閲覧。）
7. ↑  "志摩地中海村（第1期）"（2011年7月2日閲覧。）
8. 1 2  志摩市観光協会"志摩市観光協会ホームページ>宿予約情報>浜島>ホテル"（2011年7月2日閲覧。）
9. 1 2  ゴルフダイジェストオンライン"GDO|近鉄浜島カンツリークラブ|三重県|ゴルフ場予約"
10. ↑  三重県教育委員会"教育広報第1607号"平成22年3月29日.
11. ↑  “「伊勢志摩・里海トライアスロン」に224人参加―合歓の郷敷地内で開催”.   伊勢志摩経済新聞 (2013年5月13日). 2016年7月14日時点のオリジナルよりアーカイブ。2016年7月14日閲覧。
12. ↑  “「伊勢志摩・里海トライアスロン」規模を拡大し海浜コースに―576人が参加”.   伊勢志摩経済新聞 (2014年7月7日). 2016年7月14日時点のオリジナルよりアーカイブ。2016年7月14日閲覧。
13. ↑  “「NEMU HOTEL & RESORT」開業50周年記念企画（第1弾）決定” (PDF).   三井不動産・伊勢志摩リゾートマネジメント (2017年7月19日). 2018年10月22日閲覧。
14. 1 2  “平成17年国勢調査の調査結果(e-Stat) - 男女別人口及び世帯数 －町丁・字等”.   総務省統計局 (2014年6月27日). 2019年8月16日閲覧。
15. 1 2  “平成22年国勢調査の調査結果(e-Stat) - 男女別人口及び世帯数 －町丁・字等”.   総務省統計局 (2012年1月20日). 2019年8月16日閲覧。
16. 1 2  “平成27年国勢調査の調査結果(e-Stat) - 男女別人口及び世帯数 －町丁・字等”.   総務省統計局 (2017年1月27日). 2019年8月16日閲覧。
17. ↑  “学校通学区”.   志摩市. 2019年8月28日閲覧。
18. ↑  三重県農水商工部水産経営室漁協グループ"三重県農水商工部水産経営室/漁協合併"平成22年5月1日.（2011年6月22日閲覧。）
19. ↑  三重県観光連盟"合歓の郷ホテル&リゾートの観光施設・周辺情報"（2011年7月2日閲覧。）
20. ↑  ゴルフ三昧"近鉄浜島カンツリークラブ"（2011年7月2日閲覧。）
21. ↑  “伊勢志摩リゾートマネジメント株式会社”. みえの企業まるわかりNAVI.   おしごと広場みえ. 2018年10月13日閲覧。
22. ↑  “郵便番号簿 2018年度版” (PDF).   日本郵便. 2019年6月10日閲覧。

### 文献
1. 1 2  浜島町史編さん委員会編 1989, p. 3.
2. 1 2 3 4  淡野（1986）：10ページ
3. ↑  淡野（1986）：9ページ
4. 1 2 3 4 5 6 7  「角川日本地名大辞典」編纂委員会 1983, p. 861.
5. 1 2 3  「角川日本地名大辞典」編纂委員会 1983, p. 1429.
6. 1 2 3 4 5  平凡社地方資料センター 1983, p. 697.
7. 1 2  「角川日本地名大辞典」編纂委員会 1983, p. 1427.
8. 1 2 3 4 5 6 7  「角川日本地名大辞典」編纂委員会 1983, p. 862.
9. 1 2 3 4  “ミキモト真珠王の生家初公開―真円真珠発明100周年記念で”.   伊勢志摩経済新聞 (2007年9月24日). 2020年2月9日閲覧。
10. ↑  淡野（1985）：11ページ
11. 1 2  淡野（1986）：15ページ
12. ↑  淡野（1986）：16ページ
13. 1 2  淡野（1986）：16 - 17ページ
14. ↑  淡野（1986）：17ページ
15. ↑  淡野（1986）：19 - 23ページ
16. ↑  浜島町史編さん委員会編 1989, p. 492.
17. 1 2  浜島町史編さん委員会編 1989, p. 492-493.
18. 1 2  浜島町史編さん委員会編 1989, p. 493.
19. 1 2  浜島町史編さん委員会編 1989, p. 68.
20. 1 2 3 4 5 6 7  浜島町史編さん委員会 編 1989, p. 438.
21. 1 2 3 4  浜島町史編さん委員会 編 1989, p. 439.
22. 1 2  淡野（1986）：12ページ
23. ↑  淡野（1986）：13ページ
24. ↑  浜島町史編さん委員会 編（2004）：87ページ
25. 1 2  “【IT風土記】三重発 アコヤ貝の“声”を読み解き海の異変を察知「貝リンガル」”. SankeiBiz.  産業経済新聞社 (2018年6月29日). 2020年2月9日閲覧。
26. ↑  磯部郷土史刊行会 1963, p. 326.